# Antoine Lepeltier
Antoine Lepeltier, né le 20 mars 1933 à Fontaine-Étoupefour et mort le 21 mai 1998 à Saint-Germain-sur-Ay, est un homme politique français.

## Biographie
Il est Maire d'Esquay Notre Dame et député de la 5e circonscription du Calvados (1978-1981)